# Johnny Deathshadow
Johnny Deathshadow ist eine Band aus Deutschland. Sie wurde 2010 von Jonathan Schneider und Eike Cramer als Horrorpunk-Coverprojekt in Hamburg gegründet. Heute ist ihr Stil dem Dark Rock zuzuordnen. Auffällig ist das an den Horrorpunk angelehnte Bühnen-Make-up, das die Band bei ihren Live-Auftritten auszeichnet.

## Geschichte
Johnny Deathshadow wurde 2010 von Sänger Jonathan Schneider und Gitarrist Eike Cramer gegründet. Zunächst basierte das Konzept auf Coverversionen bekannter Pop-Hits im Stil des Horrorpunk, die mit Texten aus Horror-Szenarien dargeboten wurden. Kombiniert wurden die Songs mit aufwändigem Bühnenmakeup und einem visuellen Konzept (die Band tritt immer als Gruppe von Skeletten auf), das später etwas variiert wurde. Mit Simon Kaiser (Bass) und Maik Wentzien (Schlagzeug) wurde das Lineup komplettiert. Die ersten Auftritte fanden im Herbst und Winter 2010 in Hamburg, Bremerhaven und Cuxhaven statt. 2011 spielte die Band unter anderem auf dem Walpurgisrock Open Air und der Warm-up-Party des Rockharz Open Air. Zudem wurden einzelne Support-Shows für die Gothic-Band
Unzucht gespielt. Ende 2011 verließ Bassist Simon Kaiser die Band und wurde durch Daniel Meier ersetzt.
2012 folgten weitere Support-Auftritte für Unzucht sowie Coppelius. Zudem spielte die Band erstmals selbstgeschriebenes Material, unter anderem auf dem 1. Ostfriesischen Gothic-Treffen. Nach einer Support-Show für Lord of the Lost und Unzucht am 9. Februar 2013 nahm die Band ihre Death-Rock-EP Blood & Bones auf, die am 13. September 2013 über das Hamburger Label Make Big Records veröffentlicht wurde und von der einschlägigen Online-Presse rezensiert wurde. 2014 spielten Johnny Deathshadow u. a. eine Tour mit sieben Konzerten in Polen und der Tschechischen Republik. Zudem wurden im ganzen Jahr insgesamt über 30 Shows gespielt, darunter das Dark Current Fest in Speyer, das Langeln Open Air bei Langeln (Holstein) sowie eine Support-Show für Stahlmann im Checkpoint Alfeld. Mitte 2014 änderte die Band ihre Stilrichtung und reicherte ihren Sound mit starken Elementen aus dem Gothic- und Industrial-Metal an. Im Mai 2015 verließ Schlagzeuger Maik Wentzien die Band und wurde zunächst temporär durch Sascha Meier ersetzt, der nur für eine Support-Show mit Rotting Christ sowie eine England-Tour Anfang Dezember 2015 einspringen sollte. Seit Dezember 2015 ist er fester Schlagzeuger der Band. Anfang 2016 spielte die Band Hauptsupport für Pyogenesis bei vier Clubshows ihrer Deutschlandtour.
Im Januar 2016 wurde das Debüt-Album Bleed with Me aufgenommen, das am 21. Oktober 2016 über Make Big Records / Soulfood erschienen ist. Das Album wurde von der Online- und Print-Fachpresse rezensiert und erhielt verheerende bis gute Kritiken. Kurz nach dem Release begab sich die Band im November 2016 erneut auf Tour in Großbritannien. Zudem wurde eine Show auf dem Wacken Open Air 2017 angekündigt.
Im März und 2017 spielten Johnny Deathshadow als Hauptsupport bei der NDH-Formation Stahlmann auf ihrer „Bastard“-Tour. Es folgten Auftritte im Vorprogramm von Ministry, beim Wave-Gotik-Treffen in Leipzig, sowie beim Wacken Open Air. Auch beim M’era Luna Festival 2017 trat die Band auf. Zugleich wurden weitere Konzerte in Großbritannien angekündigt.
Neben der Produktion am zweiten Album haben Johnny Deathshadow 2018 auf den Festival-Ablegern „Wacken Winter Nights“ und „Plage Noire“ gespielt. Im späten Frühjahr folgten darauf noch zwei Touren durch Deutschland, eine als Support von Cypecore, eine mit den Szene-Urgesteinen Die Krupps. Im November folgten zwei Premieren: Auf der Tour mit Unzucht spielten Johnny Deathshadow ihr erstes Konzert in Frankreich. Auf dieser Tour wurden die ersten Songs des kommenden Albums live gespielt. Am 18. Januar 2019 erschien mit D.R.E.A.M. das zweite Album der Band. Der Metal Hammer gibt in seiner Rezension 5,5 von 7 Punkten und sagt: „Auch nach mehrmaligem Hören bleibt D.R.E.A.M. ein spannendes Album voller Ideenreichtum.“ Stephan Gossen von Metal1.info beschrieb das Album als überwiegend „vorhersehbar, unspektakulär, ziemlich poliert und dadurch schon irgendwie auch auf kommerziellen Erfolg getrimmt“, räumte dabei ein, dass die Band „chartskompatible Belanglosigkeiten“ überwinden müsse um Qualität zu erreichen.

## Bandmitglieder

Johnny Deathshadow, live auf dem With Full Force 2018
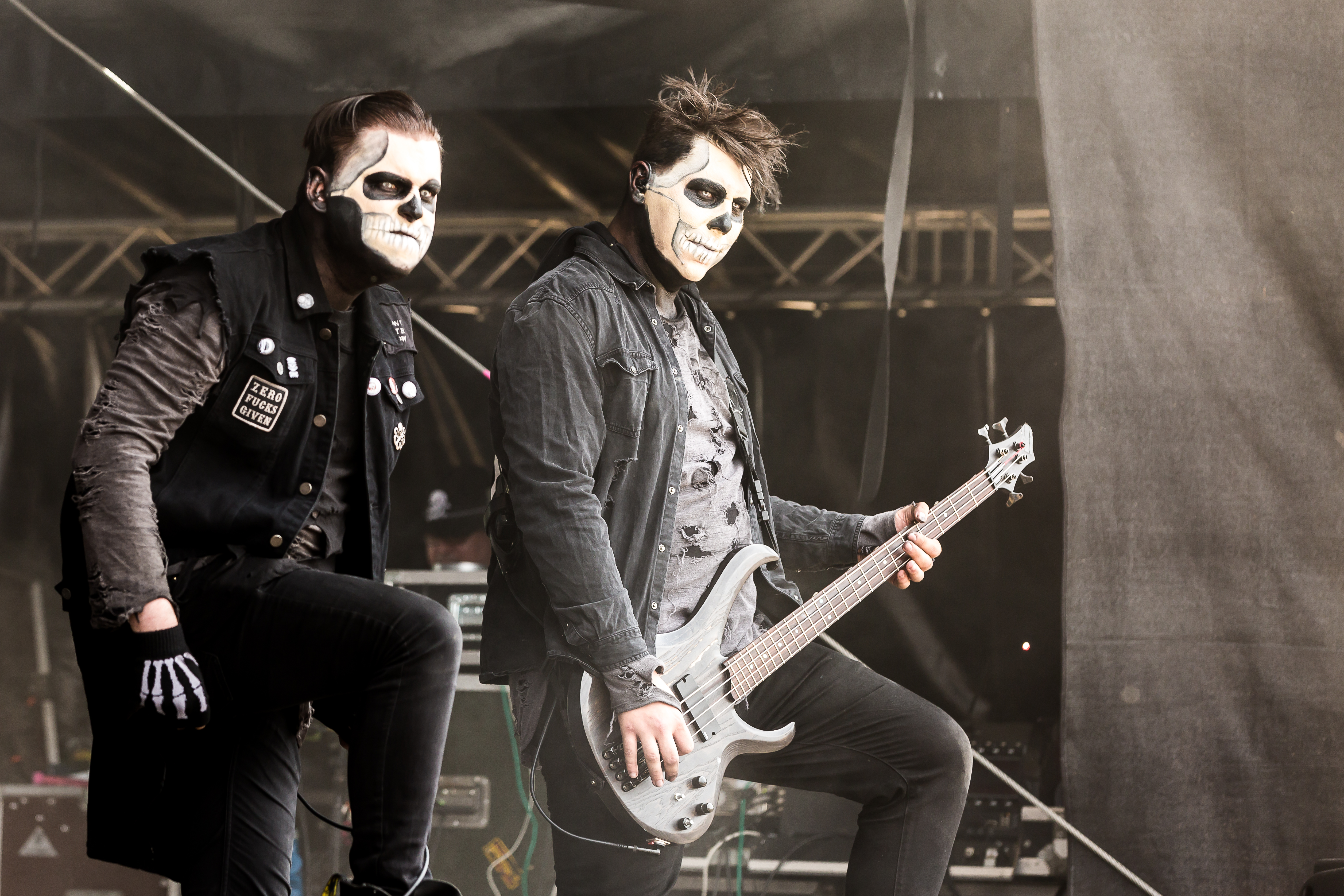
Sänger Jonathan Schneider und Bassist Daniel Meier
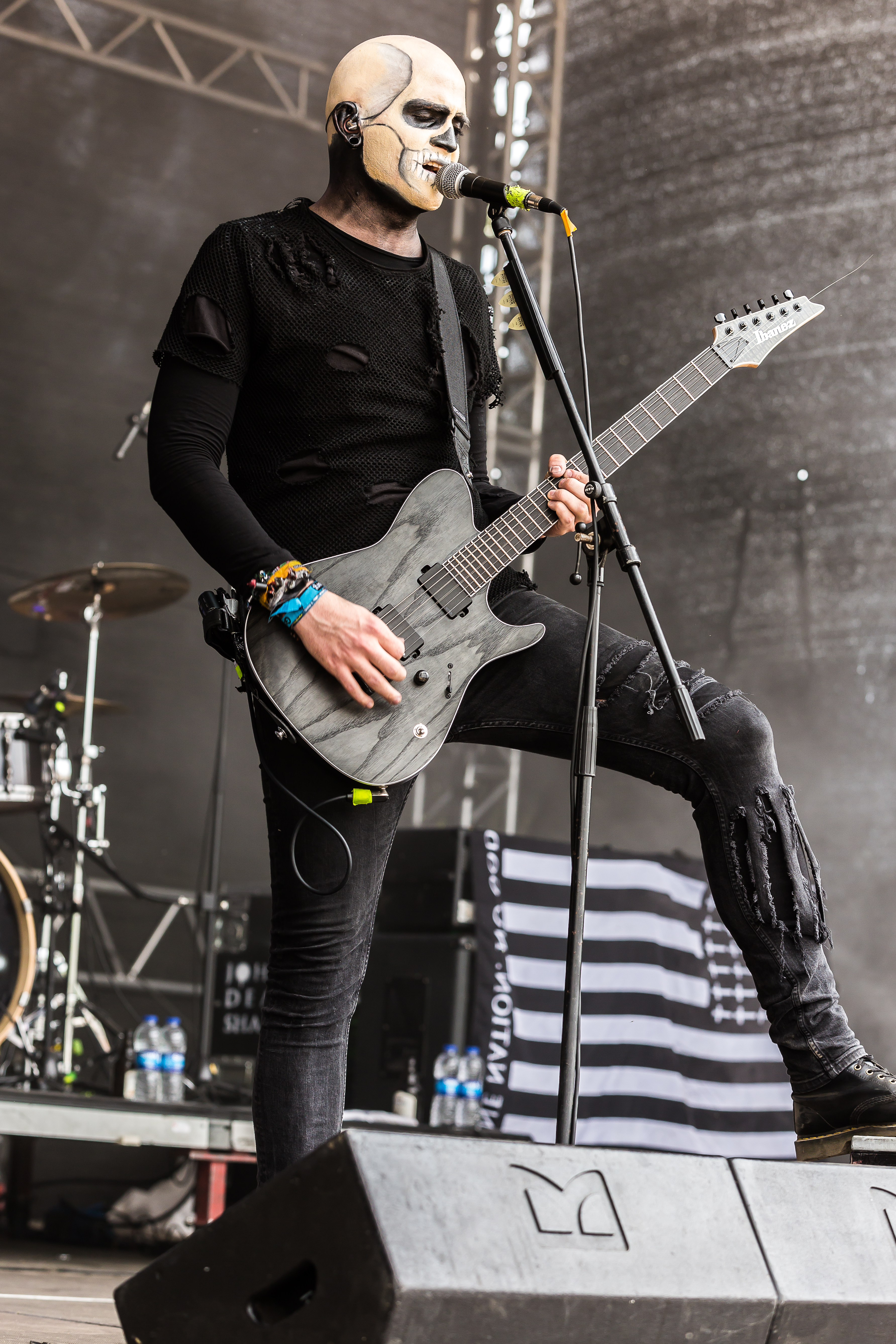
Gitarrist Eike Cramer
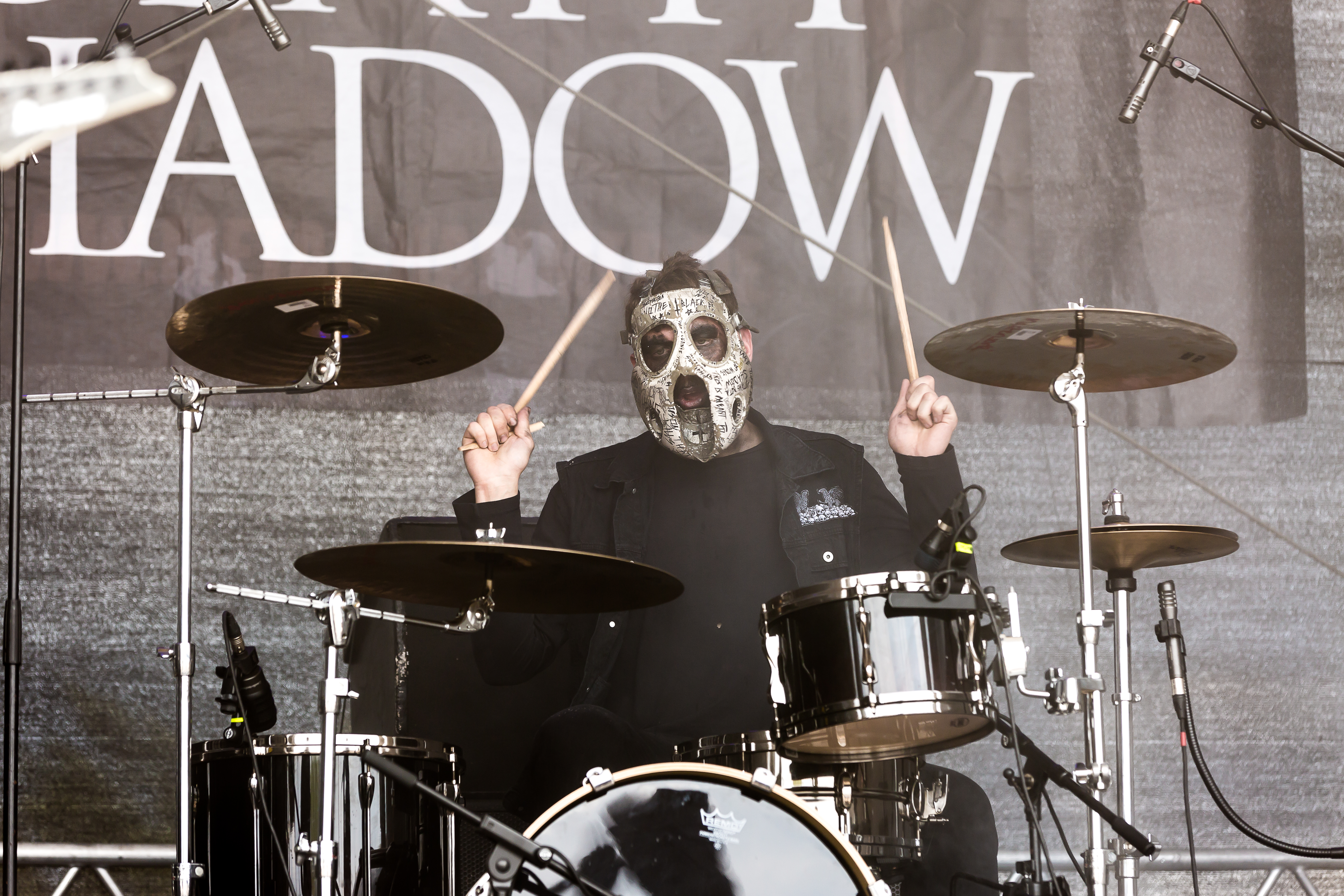
Schlagzeuger Sascha Meier

## Diskografie
- 2013: Blood & Bones (EP, Make Big Records / Believe)
- 2014: Dead End Romance (Single, Make Big Records / Believe)
- 2016: Bleed with Me (Album, Make Big Records / Soulfood)
- 2019: D.R.E.A.M. (Album, Make Big Records / Soulfood / Believe)